# Bujakowy Przechód
Bujakowy Przechód (ok. 1850 m) – wąska przełączka w zachodniej części słowackich Tatr Bielskich, w ich grani głównej pomiędzy Muraniem i Nowym Wierchem. Dokładniej znajduje się pomiędzy turniczką zwaną Murańskim Zębem na zachodzie i Skrajną Murańską Czubką na wschodzie. Trawiasty, północno-wschodni stok przełęczy opada do górnej części Nowej Doliny, w stok południowo-zachodni wcina się Bujakowy Żleb. Przejście tym żlebem i Bujakowym Przechodem jest najszybszym i najwygodniejszym połączeniem dolnej części Doliny Jaworowej z Nową Doliną. Z Polany pod Muraniem oraz z Zadniej Murańskiej Przełęczy na Bujakowy Przechód prowadzą wygodne ścieżki łączące się z sobą poniżej Bujakowej Płaśni. Stok opadający do Doliny Nowej jest bezpośrednio pod przełęczą poderwany, ale można go obejść skośnie po prawej stronie. Ścieżki te są jednak nieznakowane, a zatem zgodnie z przepisami TANAP-u zamknięte dla turystów i taterników. 
Nazwę przełęczy po raz pierwszy podał Władysław Cywiński w 4 tomie przewodnika Tatry.